# Robert Laurent (militaire)
Pour les articles homonymes, voir Robert Laurent.
Robert Laurent, né le 24 décembre 1907 à Vauvillers et mort le 17 décembre 1958 à Saint-Cyr-sur-Mer, est un militaire et résistant français, Compagnon de la Libération. Sous-marinier déjà expérimenté au moment où commence la Seconde Guerre mondiale, il décide de se rallier à la France libre et participe aux combats dans les rangs des forces navales françaises libres. Après la guerre, il poursuit sa carrière militaire en occupant divers postes au sein des états-majors de la Marine.

## Biographie

### Jeunesse et engagement
Robert Laurent naît le 24 décembre 1097 à Vauvillers, en Haute-Saône. En 1927, il s'engage dans la Marine et est affecté sur le sous-marin Regnault où il est promu second maître-timonier en janvier 1930. Pendant sept ans, il est affecté à plusieurs bâtiment de la Marine et est promu maître-timonier en juillet 1937. En octobre de la même année, il est muté sur le sous-marin Rubis ancré à Cherbourg puis à Bizerte en Tunisie.

### Seconde Guerre mondiale
Toujours basé en Tunisie au moment où débute la Seconde Guerre mondiale, Robert Laurent est promu premier maître-timonier en avril 1940. Dans le même temps, le gouvernement français mets le Rubis à disposition de l'amirauté britannique qui le fait déplacer vers la base navale de Dundee, en Écosse. Le sous-marin est en mission de mouillage de mines au large de Trondheim lorsque la France signe l'armistice du 22 juin 1940. L'équipage apprend la nouvelle lors de son retour à la base le 30 juin suivant et, sous l'impulsion de son commandant Georges Cabanier, décide de se rallier à la France libre.
Avec ses camarades du Rubis, Robert Laurent effectue une dizaine de missions en mer de Norvège, en mer du Nord et dans la Manche, coulant sept navires ennemis. Promu officier des équipages de 2e classe le 1er juillet 1941, il est affecté à terre sur la base de sous-marins de Dundee puis, un an plus tard, est muté à la 2e flottille de vedettes MTB. Commandant de vedette, il effectue près de cinquante patrouilles maritimes au cours desquelles il entre en contact cinq fois avec des convois ennemis dont il coule un bâtiment. Promu officier des équipages de 1re classe le 2 juillet 1944, il termine la guerre au sein des groupes de réserve Jeanne et Geneviève où il est affecté d'août 1944 à juin 1947.

### Après-Guerre
Poursuivant sa carrière militaire après la guerre, Robert Laurent est affecté à la direction du port militaire de Toulon de 1947 à 1952 puis part pour l'Algérie où il travaille à la direction du port d'Oran jusqu'en 1954. Il revient à Toulon en 1955 pour être en poste à la 3e région maritime et quitte l'armée après avoir été promu officier principal des équipages le 1er juin 1957. Robert Laurent meurt le 17 décembre 1958 à Saint-Cyr-sur-Mer où il est inhumé.

## Décorations
|  |  |  |
|  |  |  |

| Officier de la Légion d'honneur          | Officier de la Légion d'honneur          | Officier de la Légion d'honneur          | Compagnon de la Libération Par décret du 1er février 1941     | Compagnon de la Libération Par décret du 1er février 1941     | Compagnon de la Libération Par décret du 1er février 1941     | Médaille militaire                        | Médaille militaire                        | Médaille militaire                        |
| Croix de guerre 1939-1945 Avec une palme | Croix de guerre 1939-1945 Avec une palme | Croix de guerre 1939-1945 Avec une palme | Croix du combattant volontaire Avec agrafe "Guerre 1939-1945" | Croix du combattant volontaire Avec agrafe "Guerre 1939-1945" | Croix du combattant volontaire Avec agrafe "Guerre 1939-1945" | Distinguished Service Medal (Royaume-Uni) | Distinguished Service Medal (Royaume-Uni) | Distinguished Service Medal (Royaume-Uni) |